# ثروت أباظة
ثروت دسوقي أباظة (15 يوليو 1927 - 17 مارس 2002)؛ كاتب وروائي مصري، يعد من أعلام محافظة الشرقية مركز الزقازيق قرية غزالة وله إسهاماته العديدة في الأدب. وهو من عائلة أباظة وهي من أعرق عائلات مصر وهي أسرة أدبية قدمت للأدب العربي عمالقة من الأدباء على رأسهم والده الأديب دسوقي أباظة وعمه الشاعر عزيز أباظة وعمه الكاتب الكبير فكري أباظة.

## حياته العملية
حصل على ليسانس الحقوق من جامعة فؤاد الأول عام 1950، وبدأ حياته العملية بالعمل بالمحاماة. وقد بدأ حياته الأدبية في سن السادسة عشر وهي بداية مبكرة واتجه إلى كتابة القصة القصيرة والتمثيلية الإذاعية وبدأ اسمه يتردد بالإذاعة، ثم اتجه إلى القصة الطويلة فكتب أول قصصه وهي ابن عمار وهي قصة تاريخية، كما كتب مسرحية بعنوان الحياة لنا.
تولّى رئاسة تحرير مجلة الإذاعة والتلفزيون عام 1974، ورئاسة القسم الأدبي بصحيفة الأهرام بين عامي 1975 و 1988 وظل يكتب في الصحيفة نفسها حتى وفاته. كما أنه شغل منصب رئيس اتحاد الكتاب. وقد تولّى منصب وكيل مجلس الشورى، كما كان عضواً بالمجلس الأعلى للثقافة وبالمجالس القومية المتخصصة ومجلس أمناء اتحاد الإذاعة والتلفزيون ورئيس شرف لرابطة الأدب الحديث وعضواً بنادي القلم الدولي.
قام ثروت أباظة بتأليف عدة قصص وروايات، تحول عدد منها إلى أفلام سينمائية ومسلسلات تلفزيونية، كما كتب أكثر من أربعين تمثلية إذاعية، وأربعين قصة قصيرة وسبعه وعشرين رواية طويلة. كما حصل على عدة جوائز منها جائزة الدولة التشجيعية عام 1958، كما نال وسام العلوم والفنون من الطبقة الأولى، ثم جائزة الدولة التقديرية في الآداب عام 1982. في 17 مارس 2002 توفي بعد صراع طويل مع المرض إثر إصابته بورم خبيث في المعدة.

## من أعماله
- شيء من الخوف
- هارب من الأيام
- ثم تشرق الشمس
- الضباب
- أحلام في الظهيرة
- طارق من السماء
- الغفران
- لؤلؤة وأصداف
- جذور في الهواء

- خشوع وهي الرواية العشرون كما كتب في مقدمتها